# Dorynota matogrossoensis
Dorynota matogrossoensis là một loài bọ cánh cứng trong họ Chrysomelidae. Loài này được Borowiec miêu tả khoa học năm 2005. De naam is afgeleid van de Braziliaanse provincie Mato Grosso, waar het kevertje voor het eerst werd gevonden. Het kevertje is ongeveer 12 millimeter lang en net zo breed. De kleur is geelbruin 